# Canoni di Westminster
I canoni di Westminster, stilati a Westminster, Londra, tra il 1643 e il 1646, sono uno dei più influenti Credo del Calvinismo, modello di fede e di prassi delle chiese presbiteriane, e virtuale "distillato" dei principi della Riforma calvinista. 

## Contesto storico immediato
L'immediato contesto di questa confessione giace nelle tensioni fra Carlo I e i suoi sudditi, cresciute in gran parte dall'insistenza di Carlo (che, come monarca inglese, tradizionalmente porta il titolo di "Difensore della fede") ad imporre sul paese l'Anglicanesimo. In un'epoca in cui sembrava ovvio che lo stato, interessato al benessere dei suoi cittadini, pure si dovesse interessare e dovesse legiferare su questioni religiose, questa presa di posizione ebbe implicazioni politiche. I Puritani credevano che i Credo della Chiesa di Inghilterra dovessero essere riveduti radicalmente, tanto che una religione pura (da ogni elemento non giustificabile biblicamente) dovesse essere insegnata e predicata. 
Gli scozzesi, convinti calvinisti, resistevano a qualunque tentativo di rimodellare i loro credi. Nel 1638 lo storico Patto Nazionale affermò questo ed un'invasione scozzese del Nord dell'Inghilterra forzò Carlo a convocare il Parlamento. Esso però richiese concessioni tanto ampie che Carlo si rifiutò di sottoscriverle e scoppiò una guerra civile.
Il Parlamento, allora, dichiarò la sua intenzione di stabilire un governo della chiesa che fosse “più conforme alla Parola di Dio e porti la Chiesa di Inghilterra in maggiore sintonia con la Chiesa di Scozia e le altre Chiese riformate all'estero” . Per realizzare questo proposito, il Parlamento, così, convocò a Westminster “un'assemblea di teologi dotti, pii e giudiziosi perché ricopra il ruolo di consulente e dia consigli su quelle questioni e cose che saranno loro proposte…”, un'assemblea che formulasse un Credo adatto alle chiese inglesi e scozzesi (1643).
Le sessioni dell'Assemblea. L'assemblea, con la moderazione del vescovo William Twisse, tenne le sue sessioni dal 1º luglio 1643 al 22 febbraio 1649. Non era un tribunale ecclesiastico e non aveva alcuna autorità ecclesiastica. Era semplicemente un concilio convocato dal Parlamento per fornire consulenza e consiglio alle autorità civili per la promozione dell'unità e dell'uniformità nell'opera della Riforma. Durante quegli anni continuarono le lotte civili. L'assemblea, dominata dai Calvinisti puritani, con solo pochi delegati puritani “indipendenti”, l'assemblea pure includeva Calvinisti scozzesi (dall'Inghilterra 121 teologi, 30 laici; dalla Scozia 4 teologi, 2 laici; 35 delegati non parteciparono a causa delle agitazioni sociali). Incontrandosi durante 3 anni (1643-46), i delegati ebbero poche difficoltà di mettersi d'accordo sulla dottrina (2/3 della Confessione), ma il capitolo su Chiesa e Stato richiese maggiore tempo.
La frequenza media quotidiana dei suoi membri variava da 60 a 80 persone, sebbene solo 20 prendessero parte attiva ai dibattiti. L'assemblea di Westminster fu associata ben presto con la Solenne Lega ed Alleanza, approvò il documento, e fu raggiunta nel suo luogo di incontro, la chiesa di St. Margaret, Westminster, da entrambe le camere del Parlamento per il formale giuramento dell'Alleanza.

## Le opere principali
Opera principale dell'assemblea fu la preparazione della Confessione di fede di Westminster, i catechismo minore e maggiore, la Forma del Governo della chiesa (riformata), e le Istruzioni sul Culto pubblico. Fu pure esaminata la versione metrica del Salmi del Rouse ed approvata per l'uso generale nel culto pubblico della chiesa. I Canoni di Westminster furono adottati dalla Chiesa di Scozia con un atto speciale del 1647, e con aggiustamenti minori, divennero autorità subordinata delle chiese presbiteriane del mondo di lingua inglese.
Fra i contenuti accessori dei Canoni di Westminster si può trovare pure la Somma della conoscenza salvifica, utile riassunto del loro contenuto dottrinale.

## Carattere dei canoni
Il Credo e gli altri canoni, sono un'esposizione sistematica del Calvinismo ortodosso, in formulazione scolastica. Viene accentuata la sovranità di Dio e l'elezione a salvezza. Le questioni disputate dai Calvinisti (in particolare il Supralapsarianismo) vengono evitate. Adottata in Inghilterra e Scozia, la Confessione rimase come Canone confessionale nella Chiesa presbiteriana di Scozia.

## Sviluppi storici
In Inghilterra venne poi al potere Oliver Cromwell, il re venne condannato a morte (1649) e stabilito il Commonwealth. Basandosi sul potere dell'esercito, in cui erano forti i puritani “indipendenti”, esso concesse libertà religiosa a tutti i protestanti. Oliver Cromwell dovette conquistare la Scozia con la forza (gli scozzesi, sebbene calvinisti, appoggiavano la famiglia reale), ed in Irlanda il Cattolicesimo fu temporaneamente reso clandestino. Il Commonwealth durò solo una decina d'anni. 
Carlo II divenne re nel 1660 e la Chiesa anglicana tornò ad essere la chiesa stabilita dell'Inghilterra e quindi invalidò tutto ciò che l'Assemblea di Westminster aveva prodotto. La Scozia conservò la sua Chiesa stabilita presbiteriana.
Alcune fra le chiese presbiteriane hanno recentemente relegato questi documenti al rango di “documenti storici”, ma la maggior parte delle chiese presbiteriane e riformate di tipo conservatore in tutto il mondo continuano a considerare questi canoni come pienamente autorevoli per descrivere fedelmente la fede cristiana come trasmessaci dal Nuovo Testamento.

## Voci attinenti
- Confessione di fede di Westminster
- Calvinismo